# Raúl Arribas Torre
Raúl Arribas (Mollet del Vallès, 23 de juny de 1969) fou un futbolista català que jugava com a porter.

## Trajectòria
Comença a destacar a les files del Palamós CF de principis de la dècada dels 90, quan jugava a la Segona Divisió, fins a disputar 34 partits la temporada 1992-1993. La temporada 1993-1994 fitxa pel RCD Espanyol, amb qui puja a la màxima categoria eixe mateix any. Raúl va formar part durant cinc anys de l'esquadra barcelonina, essent el suplent de Toni Jiménez. Per això, en eixes campanyes tan sols va jugar 11 partits de lliga.
L'estiu de 1998 fitxa pel CD Leganés, on gaudiria de la titularitat en els sis anys que va jugar amb els madrilenys a la Segona Divisió. Al final de la temporada 2003-2004, el Leganés baixa a Segona B. Raúl acompanyaria una temporada als pepineros a la categoria de bronze. El 2005 fitxa per l'AD Alcorcón, un modest equip madrileny. El 2008 va penjar les botes.
Juntament amb la seva dona treballa a la Clínica Dental Domènech de Leganés.